# ガスパール＝ギュスターヴ・コリオリ
ガスパール＝ギュスターヴ・コリオリ（Gaspard-Gustave Coriolis 1792年5月21日 - 1843年9月19日）は、 フランスの物理学者・数学者・天文学者・機械工学者・土木技師。コリオリの力の提唱者。なお、"Coriolis"のフランス語での発音は、フランス語版wikipediaによれば[kɔʁjɔlis]「コリオリス」である。

## 生涯
1792年、パリ生まれ。数学に非凡な才能を見せる。エコール・ポリテクニークと国立土木学校で学ぶ。51歳でパリにて死去。
1816年にエコール・ポリテクニークの講師となる。そこで摩擦や水力学の実験を行っていた。1829年、エコール・サントラル・パリ教授。
1836年、国立土木学校教授（クロード・ルイ・ナビエの後任）。
また、ピエール・ルイ・デュロンの後任として、エコール・ポリテクニークの研究ディレクター（Directeur des études）を務めた。
エッフェル塔に名を刻まれた72人の一人。

## 研究
回転座標系における慣性力の一種であるコリオリの力（転向力）を提唱し、また、力学における仕事・運動のエネルギーの概念を形成した。回転座標系における回転体の運動方程式を導いた論文を1831年にアカデミー・デ・シアンスに提出した。コリオリの力は彼の名にちなんで名づけられた。
また、ナビエ・ストークス方程式から、コリオリ数と呼ばれる運動量補正係数を導出した。1836年には「一階線型常微分方程式を積分する機械装置」を設計したが、これは微分解析を機械化した最初の事例として知られる